# 卡蘭布盤唇鱨
卡蘭布盤唇鱨為輻鰭魚綱鯰形目倒立鯰科的其中一種，為熱帶淡水魚，被IUCN列為易危保育類動物，分布於非洲坦尚尼亞Kalambo河流域，體長可達4.4公分，棲息在礫石底質且流動快速的溪流底中層水域，生活習性不明。

## 扩展阅读
維基物種上的相關：卡蘭布盤唇鱨